# Lepidura collaris
Lepidura collaris là một loài tò vò trong họ Ichneumonidae.